# نشان هوایی
نشان هوایی یک نشان نظامی نیروهای نظامی ایالات متحده آمریکا است که در دکوراسیون نیروهای نظامی قرار می‌گیرد.
این نشان در ۱۱ می ۱۹۴۲ به فرمان رئیس جمهور وقت ایالات متحده فرانکلین روزولت به پاس دستاوردهای برجسته نظامیان نیروی هوایی ایالات متحده آمریکا ایجاد شد و پس از مدتی در ۱۱ سپتامبر همان سال تغییراتی اصلاحی در آن به وجود آمد.